# Saint-Bômer-les-Forges
Saint-Bômer-les-Forges là một xã trong tỉnh Orne, vùng Normandie tây bắc nước Pháp. Xã Saint-Bômer-les-Forges nằm ở khu vực có độ cao trung bình 225 mét trên mực nước biển.